# Megacerus discoidus
Megacerus discoidus är en skalbaggsart som först beskrevs av Thomas Say 1824.  Megacerus discoidus ingår i släktet Megacerus och familjen bladbaggar. Inga underarter finns listade i Catalogue of Life.